# فرودگاه شهری میچل
فرودگاه شهری میچل (به انگلیسی: Mitchell Municipal Airport) یک فرودگاه همگانی با کد یاتا MHE است که یک باند فرود آسفالت دارد و طول باند آن ۲۰۴۲ متر است. این فرودگاه در کشور ایالات متحده آمریکا قرار دارد و در ارتفاع ۳۹۷ متری از سطح دریا واقع شده‌است.